# Convento de San Francisco (Guadalajara)
El fuerte, monasterio o convento de San Francisco es un complejo arquitectónico de la ciudad española de Guadalajara. Fue fundado como convento, usado desde 1808 como fuerte militar y hoy es propiedad del Ayuntamiento y es utilizado para diversas funciones. En los bajos de la iglesia conventual se encuentra la cripta de los duques del Infantado, realizada a imagen del panteón de los Reyes del monasterio de El Escorial.

## Historia
El monasterio de San Francisco tuvo una primera etapa como casa de los caballeros templarios gracias al empeño de la reina Berenguela de Castilla hasta la supresión de esa orden por el papa Clemente V en 1314. Después, en el primer tercio del siglo XIV, pasa a la órbita de la orden franciscana por iniciativa de la infanta Isabel de Castilla, primogénita de Sancho IV de Castilla y María de Molina.
Posteriormente, en 1395, aquella casa conventual fue arrasada por un incendio, aunque, para entonces, los Mendoza ya se habían hecho cargo del patronato de su capilla mayor y pudo reconstruirse con los dineros aportados por el almirante Diego Hurtado de Mendoza. Desde ese momento, se trazó una línea de mecenazgo en la que fueron decisivas las aportaciones suntuarias y económicas del marqués de Santillana y del cardenal Mendoza.

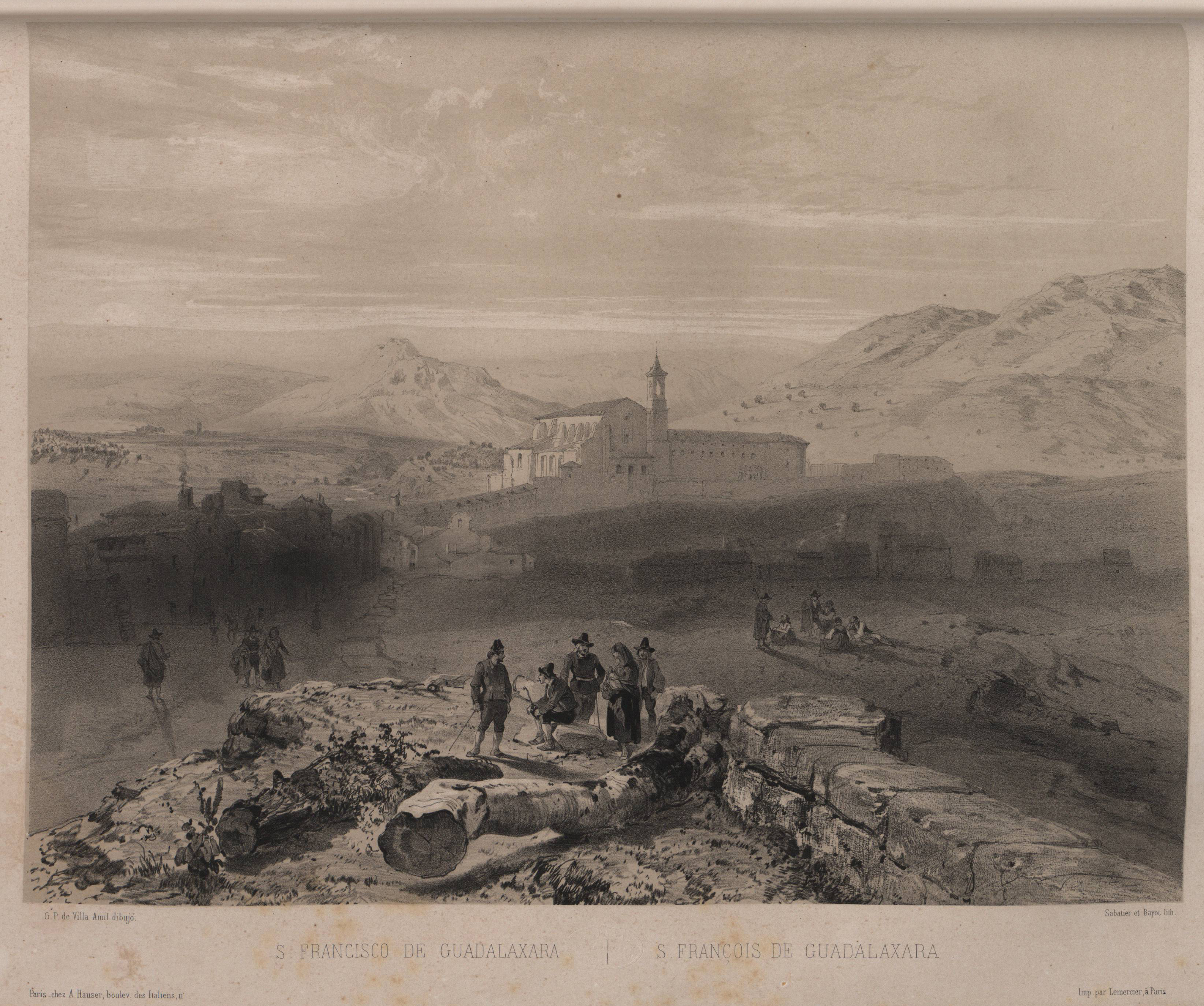
San Francisco de Guadalajara, de Jenaro Pérez Villaamil, para España artística y monumental, 1850

Fue este último el responsable de la conclusión de las obras del templo a finales del siglo XV, y de la financiación y colocación del retablo mayor. Quizás fueron de aquel retablo las denominadas Tablas de San Ginés, un conjunto de pinturas al óleo ejecutado por el Maestro de los Luna.
Un siglo más tarde, esta labor de mecenazgo sería continuada y completada por Ana de Mendoza y Enríquez de Cabrera, VI duquesa del Infantado. Le correspondió, durante las primeras décadas del siglo XVII, la responsabilidad de afrontar el proyecto de construcción del claustro y del panteón bajo la iglesia y de un nuevo retablo mayor, una tramoya barroca de elementos móviles desaparecida, trazados por el arquitecto Francisco Mir. Aquella cripta, construida entre 1628 y 1633, sería totalmente renovada por orden de Juan de Dios de Silva y Haro, X duque del Infantado. En 1696 dieron comienzo las obras del nuevo mausoleo de los duques del Infantado según las trazas arquitectónicas dadas por Felipe Sánchez, quien acababa de diseñar la ampliación de la Basílica del Pilar. Para plantear el proyecto mencionado, el autor recurrió a las trazas del Panteón Real y de la iglesia del monasterio de San Bernardo de Alcalá de Henares, ambas de Juan Gómez de Mora.
En 1808, tras la invasión de la Grande Armée napoleónica, el convento de San Francisco se convirtió para las fuerzas ocupantes en el centro militar estratégico de Guadalajara. Es en esos años cuando el panteón es víctima de saqueos y cuando se profanan los sarcófagos.
Después de aquel primer episodio castrense, el viejo convento vivió una larga historia militar que se dilató hasta el año 2000, cuando el Ministerio de Defensa le cedió la propiedad al Ayuntamiento de Guadalajara.
La cripta de los duques del Infantado fue restaurada mediante el programa del 1% cultural del Ministerio de Cultura y fue abierta al público el 1 de abril de 2011. Mediante ese mismo programa están siendo restaurados la iglesia y el resto del conjunto conventual.

## Descripción

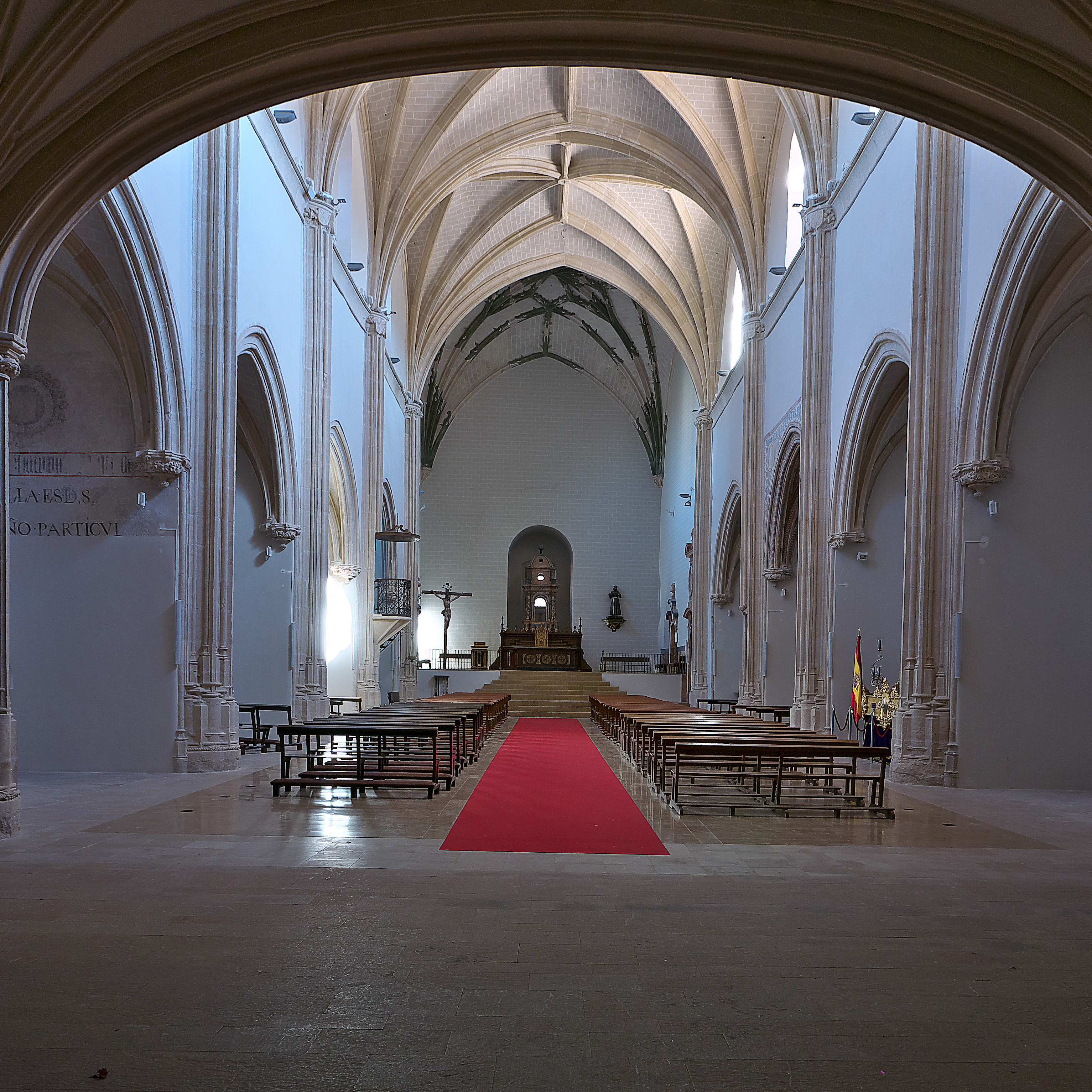
Interior de la iglesia

La iglesia, aún hoy en pie, es de traza gótica –atribuible al arquitecto Juan Guas–, con una sola nave de seis tramos y capillas laterales entre los contrafuertes. Sin embargo, la sencillez de esta composición no le impiden alcanzar unas dimensiones espaciales notables, convirtiéndola en el templo más amplio de la ciudad.
Para abordar esta nueva construcción se desmanteló el panteón preexistente bajo el presbiterio, se desplegó una nueva escalera de acceso y se abrieron huecos que iluminaran las estancias, como el gran ventanal que, semioculto, ornamenta el muro exterior de la cabecera del templo y da luz a la capilla funeraria.

### Cripta de los duques del Infantado

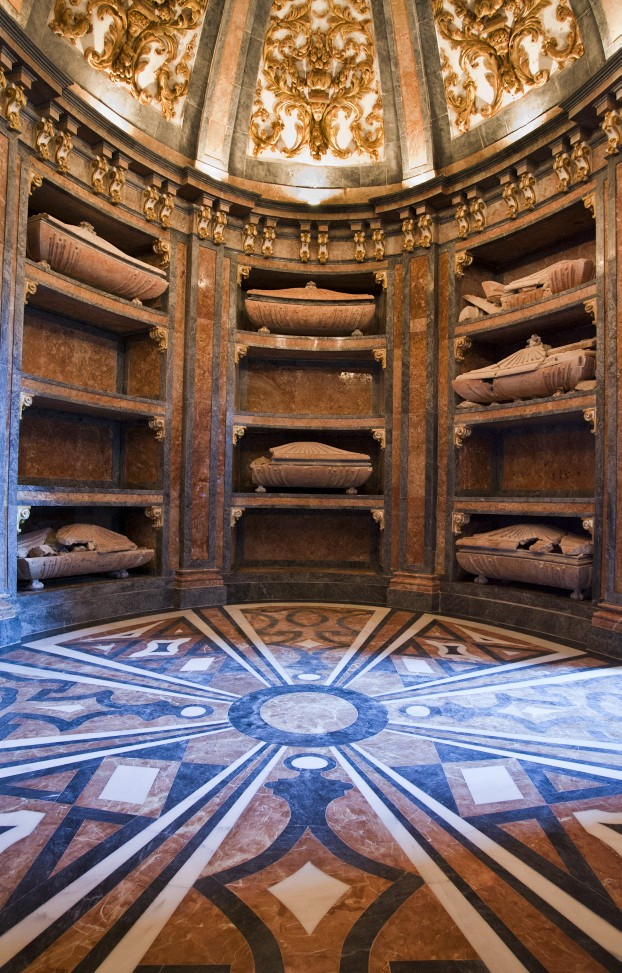
Cripta de San Francisco recién restaurada y abierta al público en 2011

La cripta fue encargada por Juan de Dios Silva y Mendoza, X duque del Infantado, al arquitecto Felipe Sánchez, quien diseñó una cripta y capilla inspiradas en el panteón de los Reyes del monasterio de El Escorial de Juan Bautista Crescenzi. Las obras dieron comienzo en 1696. 

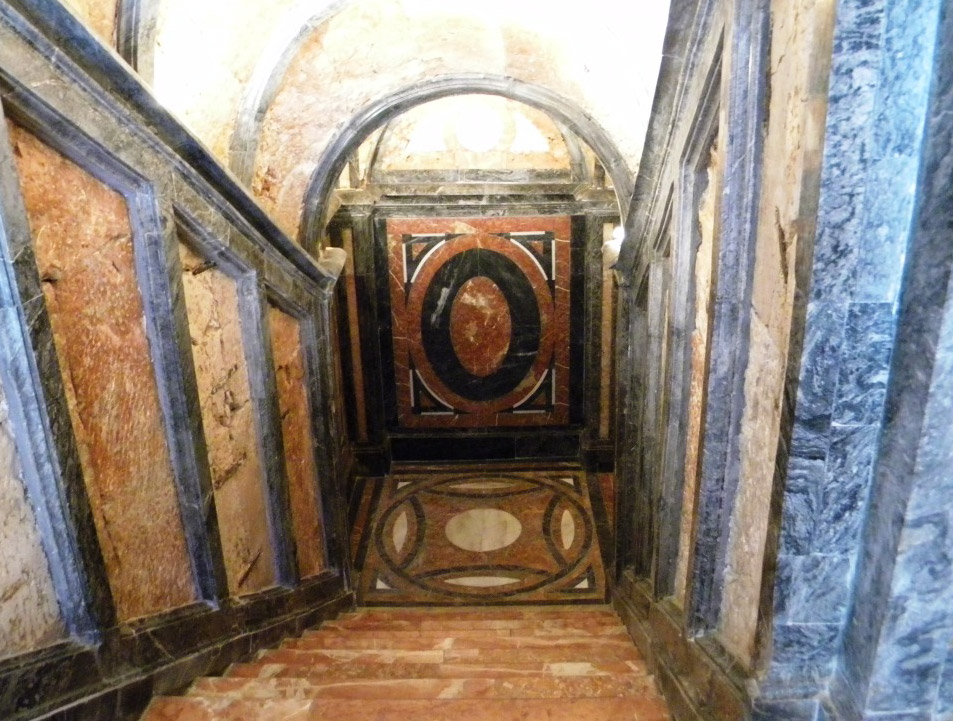
Escalera de acceso a la cripta de San Francisco, donde se observan los mármoles negros y rosas empleados en su construcción

Felipe Sánchez planteó un ejercicio barroco tanto en su composición como en su materialización. De una parte, la sala del panteón se resolvió con una planta elipsoidal, con ocho pilastras que sirven de apoyo a los arcos que vertebran la cúpula rebajada que cubre la estancia, en clara referencia al mausoleo escurialense pero también a la iglesia de San Andrés del Quirinal de Roma. Los nichos para los sarcófagos se emplazan en cada uno de los intercolumnios, ocupando en orden vertical todo el paño, a excepción del hueco de entrada al panteón y del gran vano de comunicación con la capilla aneja.
De otra parte, todos los paramentos, pavimentos y bóvedas están tapizados con placas de mármoles negros y rosas de muy poca sección para componer un juego cromático alternativo y crear plafones de traza geométrica. El aparato ornamental se completa con ménsulas y roleos de alabastro dorados, especialmente en las cornisas y en los lunetos de las cúpulas. Precisamente, la fragilidad de los jaspes y los yesos empleados han generado problemas de conservación que, agudizados por la alta humedad que afecta a la cripta, otorgan al monumento el carácter artificioso y banal más característico del barroco efímero.
Las corrientes de agua subterránea que discurren bajo la iglesia conventual fueron uno de los principales escollos con que se encontró Felipe de la Peña, maestro de obras que abordó la construcción del panteón. Al final, el nivel de la capa freática fue determinante para el desarrollo del proyecto. Tal es así, que la rasante del presbiterio tuvo que elevarse notoriamente sobre el suelo del templo para poder albergar la cripta y modificarse el muro testero de la capilla mayor para dejar al descubierto la linterna de la bóveda de la capilla subterránea.